# Jüri Jaanson
Jüri Jaanson (* 14. října 1965 Tartu) je bývalý estonský veslař. Je nejúspěšnějším estonským veslařem historie. V roce 1990, ještě jako reprezentant Sovětského svazu, se stal mistrem světa v sólovém závodě. Krom toho má ze světového šampionátu individuální stříbro (1995) a bronz (1989) a dva bronzy ze závodů dvouveslic (2007) a čtyřveslic (2005). Z mistrovství Evropy má zlato ze závodu osmiveslic (2008). Jeho nejlepším individuálním výsledkem z olympijských her je druhé místo z Athén v roce 2004. Z Pekingu 2008 přivezl rovněž stříbro ze závodu dvojic. Je též dvojnásobným individuálním celkovým vítězem Světového poháru (1990, 1995). Třikrát byl vyhlášen estonským sportovcem roku (1990, 1995, 2004). V roce 2011 obdržel medaili Thomase Kellera. Byl proslulý svou sportovní dlouhověkostí, je nejstarším vítězem některého ze závodů Světového poháru, v roce 2001 vyhrál tento závod ve 41 letech. Kariéru ukončil definitivně až roku 2010, ve 45 letech. Patří mezi čtyři veslaře historie, kteří se zúčastnili šesti olympijských her. Na hrách v Atlantě roku 1996 byl vlajkonošem estonské výpravy. Ve věku dvou let ho postihl těžký zápal plic, po němž téměř ohluchl. Sluch se mu už nikdy nevrátil a byl typický tím, že na závodech nosil sluchadlo. Po skončení sportovní kariéry se vrhl na politiku, v současnosti je poslancem estonského parlamentu za středopravicovou Estonskou reformní stranu.